# 梁伯强
梁伯强（1899年2月1日—1968年11月28日），男，广东梅县人，中国病理学家、中国病理学奠基人之一。

## 生平
其父为梁邵勤，6岁丧母。1922年毕业于同济大学医学院，毕业后留在医学院任助教。因教学水平优异，他被学校推荐前去德国慕尼黑大学研习病理学，1924年获慕尼黑大学医学博士学位。
回国后被聘为同济大学病理学副教授。1932年因上海战事告急前往广州，任中山医学院教授、副院长、肿瘤研究所所长。1955年选聘为中国科学院院士（学部委员）。1962年在莫斯科第八届国际肿瘤大会上，首次提出了鼻咽癌的组织学分类、“肿瘤间质反应”的新概念和与当时国际主流观点相左的肝癌发生机理：肝硬化的致病因子之一是病毒性肝炎，而不是营养缺乏。这一观点直到1980年才被病毒学、免疫学和超微结构的大量研究所证实。
1968年11月28日因心脏病复发于广州去世，享年69岁。